# Лук'ян Глібоцький
Лук'ян Глібоцький (р. н. і р. с. невід.) — громадський і політичний діяч на Далекому Сході (ДС; див. Далекосхідні поселення українців).

## Біографія
Народився в с. Дубровинці (нині с. Дібровинці Оратівського району Вінницької обл.). 1909 прибув до м. Благовєщенськ (нині місто в РФ), де 1911 став одним із організаторів Українського клубу. Від 1912 жив у м. Алексєєвськ (нині м. Свободний Амурської області, РФ). 1917 — член ради Свободненської української громади. 1918–21 — голова Свободненської української окружної ради, один із голів 2-ї сесії Української далекосхідної крайової ради (травень 1919), депутат Установчих, а згодом Народних зборів Далекосхідної Республіки (ДСР — з лютого 1921), де відстоював інтереси українців ДС, брав участь у виробленні розділів Конституції ДСР та закону про національно-культурну автономію, що гарантували права національних меншин. Доклав багато зусиль до організації українського шкільництва. Наприкінці 1922 заарештований органами радянської влади за участь в українському русі. У червні 1923, після голодування, звільнений, подав петицію М.Калініну про репресії проти українців на ДС.
Невдовзі повернувся в Україну, жив у м. Вінниця. Автор спогадів про свою діяльність на ДС, які зберігаються в Центральному державному архіві вищих органів влади та управління України.